# Lamb of God
Lamb of God et et grammy-nomineret metalband der blev stiftet i 1990 i Richmond, Virginia under navnet Burn the Priest. Bandet har gennem deres tyve års eksistens udgivet fem studiealbum og haft meget få medlemsudskiftninger.

## Medlemmer
- Randy Blythe – Vokal (1995 – )
- Mark Morton – Guitar (1990 -)
- Willie Adler – Guitar (1999 -)
- John Campbell – Bas (1990 -)
- Chris Adler – Trommer (1990 - på pause siden 2018)

### Tidligere medlemmer
- Matt Conner – rytmeguitar (1994)
- Abe Spear – rytmeguitar (1994–1999); guitar (1994–1997)

### Live
- Doc Coyle – guitar (2009)
- Buz McGrath – guitar (2009)
- Matt DeVries – bas (2013)
- Paul Waggoner – guitar (2014)
- Art Cruz – trommer (2018–nu)

## Diskografi
- Sevens and More (som Burn the Priest, 1998)
- Burn the Priest (som Burn the Priest, 1999)
- New American Gospel (2000)
- As the Palaces Burn (2003)
- Ashes of the Wake (2004)
- Sacrament (2006)
- Wrath (2009)
- Resolution (2012)
- VII: Sturm und Drang (2015)
- Legion: XX (Som Burn the Priest) (2018)
- Lamb of God (2020)
- Omens (2022)